# ديميتري دورديفيك
ديميتري دورديفيك (بالإنجليزية: Dimitrije Đorđević)‏ هو مؤرخ أمريكي، ولد في 27 فبراير 1922 في بلغراد في صربيا، وتوفي في 5 مارس 2009 في سانتا باربارا في الولايات المتحدة.